# Olympische Winterspiele 1994/Bob – Viererbob (Männer)
Der Viererbob der Männer bei den Olympischen Winterspielen 1994 in Lillehammer bestand aus vier Läufen, von denen zwei am 26. und zwei am 27. Februar 1994 ausgetragen wurden. Austragungsort war die Olympiske Bob- og Akebane. Am Start waren 120 Teilnehmer aus 21 Ländern. Olympiasieger wurden die Deutschen Harald Czudaj, Karsten Brannasch, Olaf Hampel und Alexander Szelig mit einer Gesamtzeit von 3:27,78 Minuten. Die Silbermedaille holten die Schweizer Gustav Weder, Donat Acklin, Kurt Meier und Domenico Semeraro vor den Deutschen Wolfgang Hoppe, Ulf Hielscher, René Hannemann und Carsten Embach, die die Bronzemedaille gewannen.

## Titelträger
| Olympiasieger | Ingo Appelt Harald Winkler Gerhard Haidacher Thomas Schroll ( Österreich) | Albertville 1992 |
| Weltmeister   | Gustav Weder Donat Acklin Kurt Meier Domenico Semeraro ( Schweiz)         | Igls 1993        |

## Ergebnisse
| Rang | Athleten                                                          | Nation                       | Lauf 1     | Lauf 1 | Lauf 2     | Lauf 2 | Lauf 3     | Lauf 3 | Lauf 4     | Lauf 4 | Gesamt     | Gesamt     |
| Rang | Athleten                                                          | Nation                       | Zeit (min) | Rang   | Zeit (min) | Rang   | Zeit (min) | Rang   | Zeit (min) | Rang   | Zeit (min) | Zeit (min) |
| ---- | ----------------------------------------------------------------- | ---------------------------- | ---------- | ------ | ---------- | ------ | ---------- | ------ | ---------- | ------ | ---------- | ---------- |
| 001  | Harald Czudaj Karsten Brannasch Olaf Hampel Alexander Szelig      | Deutschland                  | 51,67      | 1      | 51,88      | 2      | 52,07      | 2      | 52,16      | 3      | 3:27,78    |            |
| 002  | Gustav Weder Donat Acklin Kurt Meier Domenico Semeraro            | Schweiz                      | 51,80      | 4      | 51,87      | 1      | 52,04      | 1      | 52,13      | 1      | 3:27,84    |            |
| 003  | Wolfgang Hoppe Ulf Hielscher René Hannemann Carsten Embach        | Deutschland                  | 51,82      | 5      | 51,91      | 3      | 52,14      | 3      | 52,14      | 2      | 3:28,01    |            |
| 004  | Hubert Schösser Gerhard Redl Harald Winkler Gerhard Haidacher     | Österreich                   | 51,76      | 2      | 52,04      | 4      | 52,23      | 5      | 52,37      | 4      | 3:28,40    |            |
| 005  | Mark Tout George Farrell Jason Wing Lenny Paul                    | Großbritannien               | 52,03      | 8      | 52,24      | 7      | 52,14      | 3      | 52,46      | 7      | 3:28,87    |            |
| 006  | Kurt Einberger Thomas Bachler Carsten Nentwig Martin Schützenauer | Österreich                   | 51,94      | 6      | 52,22      | 6      | 52,32      | 9      | 52,43      | 6      | 3:28,91    |            |
| 007  | Christian Meili René Schmidheiny Gerold Löffler Christian Reich   | Schweiz                      | 51,98      | 7      | 52,16      | 5      | 52,58      | 15     | 52,61      | 14     | 3:29,33    |            |
| 008  | Sean Olsson John Herbert Dean Ward Paul Field                     | Großbritannien               | 52,23      | 12     | 52,45      | 13     | 52,26      | 6      | 52,47      | 8      | 3:29,41    |            |
| 009  | Günther Huber Antonio Tartaglia Bernhard Mair Mirco Ruggiero      | Italien                      | 51,78      | 3      | 52,29      | 9      | 52,60      | 17     | 52,75      | 17     | 3:29,42    |            |
| 010  | Jiří Džmura Pavel Puškár Pavel Polomský Jan Kobián                | Tschechien                   | 52,35      | 14     | 52,45      | 13     | 52,31      | 7      | 52,4       | 5      | 3:29,51    |            |
| 011  | Chris Lori Chris Farstad Sheridon Baptiste Glenroy Gilbert        | Kanada                       | 52,11      | 10     | 52,32      | 11     | 52,57      | 14     | 52,56      | 12     | 3:29,56    |            |
| 012  | Pierre Lueders David MacEachern Jack Pyc Pascal Caron             | Kanada                       | 52,22      | 11     | 52,51      | 17     | 52,31      | 7      | 52,53      | 11     | 3:29,57    |            |
| 013  | Zintis Ekmanis Boriss Artemjevs Aldis Intlers Didzis Skuška       | Lettland                     | 52,49      | 17     | 52,27      | 8      | 52,55      | 12     | 52,50      | 9      | 3:29,81    |            |
| 014  | Dudley Stokes Winston Watts Chris Stokes Wayne Thomas             | Jamaika                      | 52,50      | 18     | 52,56      | 18     | 52,39      | 10     | 52,51      | 10     | 3:29,96    |            |
| 015  | Randy Will Jeff Woodard Joe Sawyer Chris Coleman                  | Vereinigte Staaten           | 52,03      | 8      | 52,42      | 12     | 52,77      | 19     | 52,75      | 17     | 3:29,97    |            |
| 016  | Bruno Mingeon Philippe Tanchon Gabriel Fourmigué Éric Le Chanony  | Frankreich                   | 52,43      | 15     | 52,49      | 15     | 52,54      | 11     | 52,58      | 13     | 3:30,04    |            |
| 017  | Fredrik Gustafsson Jörgen Kruse Lennart Westermark Hans Byberg    | Schweden                     | 52,53      | 19     | 52,49      | 15     | 52,58      | 15     | 52,72      | 15     | 3:30,32    |            |
| 018  | Naomi Takewaki Hiroyuki Oshima Hiroshi Suzuki Takashi Ohori       | Japan                        | 52,56      | 21     | 52,83      | 23     | 52,55      | 12     | 52,73      | 16     | 3:30,67    |            |
| 019  | Sandis Prūsis Juris Tone Otomārs Rihters Adris Plūksna            | Lettland                     | 52,67      | 22     | 52,66      | 20     | 52,69      | 18     | 52,79      | 19     | 3:30,81    |            |
| 020  | Justin McDonald Adam Barclay Scott Walker Glenn Carroll           | Australien                   | 52,48      | 16     | 52,67      | 21     | 52,85      | 20     | 53,02      | 20     | 3:31,02    |            |
| 021  | Christophe Flacher Thierry Tribondeau Claude Dasse Max Robert     | Frankreich                   | 52,54      | 20     | 52,61      | 19     | 52,89      | 21     | 53,14      | 22     | 3:31,18    |            |
| 022  | Pasquale Gesuito Paolo Canedi Silvio Calcagno Antonio Stiffi      | Italien                      | 52,87      | 23     | 52,78      | 22     | 52,97      | 22     | 53,33      | 23     | 3:31,95    |            |
| 023  | Florian Enache Marian Chițescu Iulian Păcioianu Mihai Dumitrașcu  | Rumänien                     | 52,92      | 24     | 53,02      | 24     | 53,19      | 23     | 53,05      | 21     | 3:32,18    |            |
| 024  | Oleg Suchorutschenko Aidar Teregulow Sergei Kruglow Oleg Petrow   | Russland                     | 53,15      | 25     | 53,20      | 25     | 53,44      | 24     | 53,39      | 24     | 3:33,18    |            |
| 025  | Liston Bochette José Ferrer Jorge Bonnet Douglas Rosado           | Puerto Rico                  | 53,52      | 26     | 53,5       | 26     | 53,57      | 25     | 53,43      | 25     | 3:34,02    |            |
| 026  | Albert Grimaldi David Tomatis Pascal Camia Gilbert Bessi          | Monaco                       | 53,54      | 27     | 53,58      | 27     | 53,75      | 26     | 53,75      | 26     | 3:34,62    |            |
| 027  | Oleksij Schukow Andrij Petuchow Wassyl Lantuch Oleksandr Bortjuk  | Ukraine                      | 53,61      | 28     | 53,75      | 28     | 53,99      | 27     | 53,97      | 28     | 3:35,32    |            |
| 028  | Zachary Zoller Paul Zar David Entwistle Alexander Poe             | Amerikanische Jungferninseln | 53,79      | 29     | 53,82      | 29     | 54,23      | 28     | 53,81      | 27     | 3:35,65    |            |
| 029  | Zoran Sokolović Izet Haračić Nizar Zaciragić Igor Boras           | Bosnien und Herzegowina      | 54,77      | 30     | 54,80      | 30     | 55,10      | 29     | 55,10      | 29     | 3:39,77    |            |
| DSQ  | Brian Shimer Bryan Leturgez Karlos Kirby Randy Jones              | Vereinigte Staaten           | 52,25      | 13     | 52,29      | 9      | –          | DSQ    | –          | –      | –          |            |